# Gli astronauti
Gli astronauti (Les Astronautes) è un cortometraggio del 1959 diretto da Walerian Borowczyk con la collaborazione di Chris Marker.
Il film è realizzato con la tecnica della cutout animation.

## Trama
In una tranquilla casa di periferia, un inventore del futuro costruisce un veicolo spaziale. Dopo averlo completato, decolla e parte all'avventura. Prima si sofferma a osservare le persone nei palazzi utilizzando il periscopio, poi lascia l'atmosfera terrestre e si dirige nello spazio, finendo in mezzo a una guerra interplanetaria.